# Woda wolna

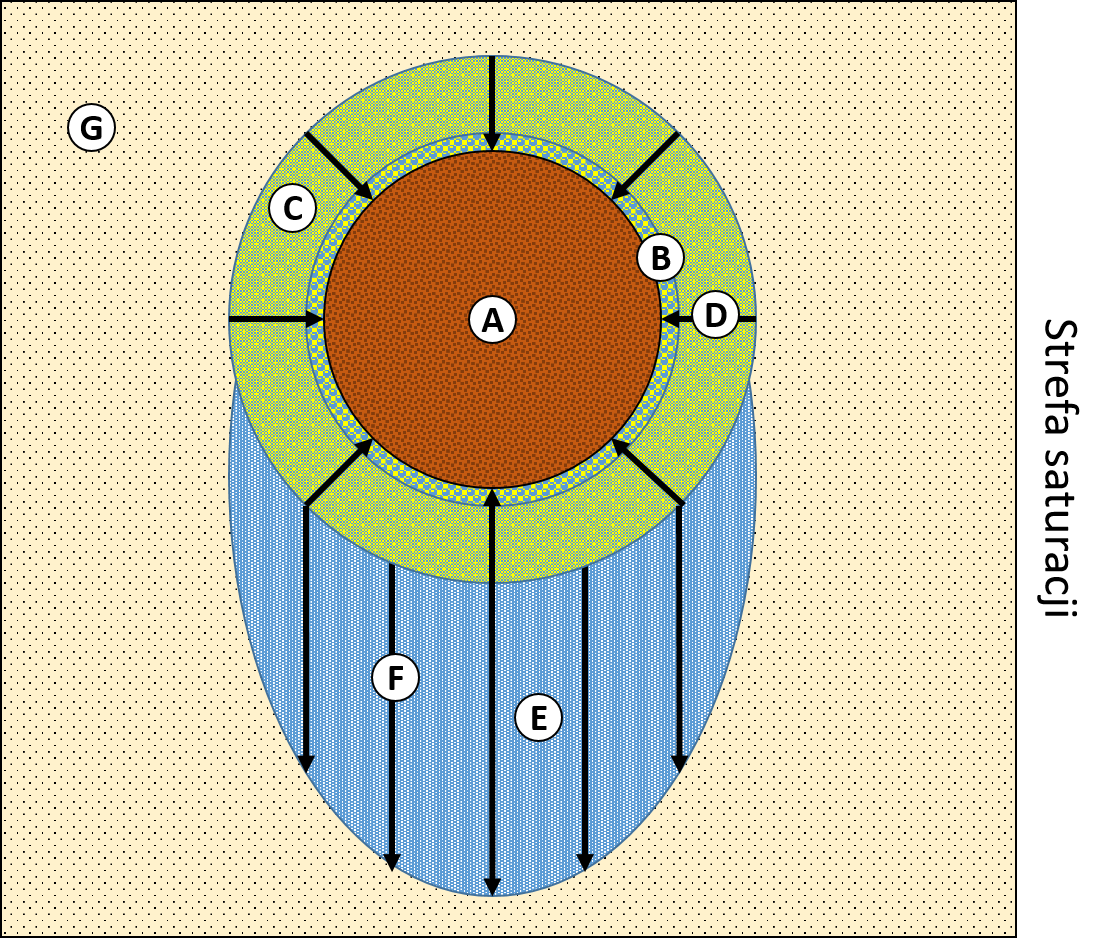
Schematyczne przedstawienie wód w strefie aeracji. A – ziarno skalne; B – woda higroskopowa;
C – woda błonkowata; D – kierunek działania siły adhezji i adsorpcji; E – woda wolna; F – kierunek działania siły grawitacji; G – powietrze glebowe z parą wodną.

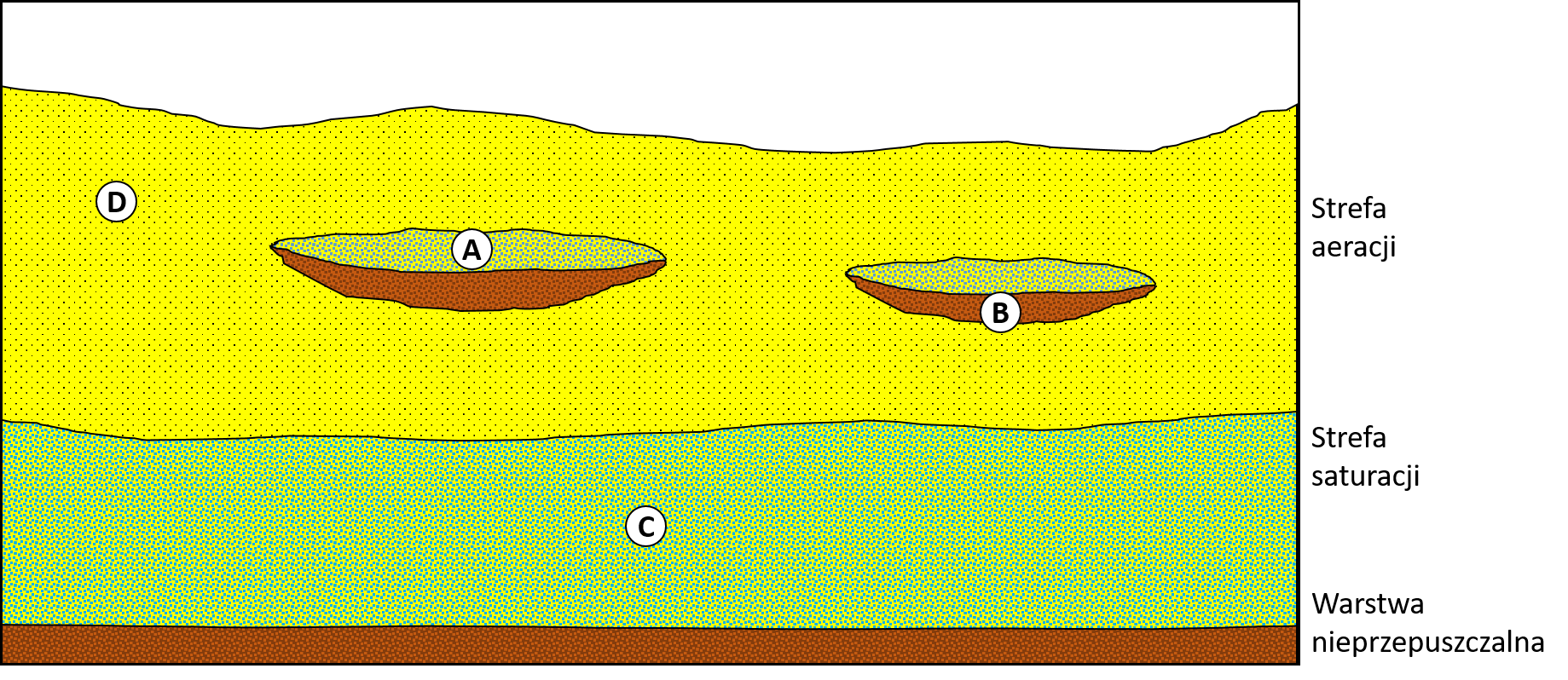
Schematyczne przedstawienie wód zawieszonych. A – woda wolna zawieszona; B – soczewka skał nieprzepuszczalnych;
C – woda wolna w strefie saturacji; D – utwory przepuszczalne.

Woda wolna, woda grawitacyjna – woda wypełniająca całkowicie strefę saturacji, ale występująca także okresowo w strefie aeracji. Woda wolna w strefie aeracji ma zazwyczaj postać wody wsiąkowej, czyli przenikającej w głąb Ziemi do warstw wodonośnych strefy nasycenia. Charakteryzują ją właściwości typowe dla wody w stanie ciekłym. Jej występowanie jest warunkowane tym, że siła grawitacji na cząsteczki wody jest silniejsza od sił adhezji, kohezji czy sił kapilarnych. Woda wolna wypełnia większe (niekapilarne) szczeliny i przemieszcza się zgodnie z grawitacją w dół. Ilość wody grawitacyjnej w strefie aeracji zależy od warunków pogodowych – w czasie roztopów i po intensywnych opadach jest duża, zaś podczas suszy atmosferycznej skrajnie mała.
Woda wolna w strefie aeracji może występować także w postaci wody wolnej zawieszonej, czyli wody wsiąkowej, która zatrzymała się na soczewkach skał nieprzepuszczalnych w strefie napowietrzenia. Woda taka porusza się we wszystkich kierunkach – spływa po krawędziach soczewki, odparowuje i w niewielkim stopniu przesiąka w dół.
Wody wolne jak i wody związane (wody higroskopowe, wody błonkowate, wody kapilarne) w strefie aeracji są nazywane wilgocią glebową.